# Фофановская (Вологодская область)
Фофановская — деревня в Верховажском районе Вологодской области.
Входит в состав Шелотского сельского поселения, с точки зрения административно-территориального деления — в Шелотский сельсовет.
Расстояние по автодороге до районного центра Верховажья — 70 км, до центра муниципального образования Шелота — 0,5 км. Ближайшие населённые пункты — Петраковская, Афонинская, Макаровская, Шелота, Большое Погорелово, Малое Погорелово, Степаново, Чавровская, Якунинская, Горка-Назаровская, Дресвянка, Гарманово, Доронинская, Татаринская.
По переписи 2002 года население — 56 человек (26 мужчин, 30 женщин). Всё население — русские.